# Sông Cu Đê
Sông Cu Đê (hay còn gọi là sông Trường Định) là một dòng sông tại phía Bắc thành phố Đà Nẵng (Nay thuộc quận Liên Chiểu).

## Đặc điểm

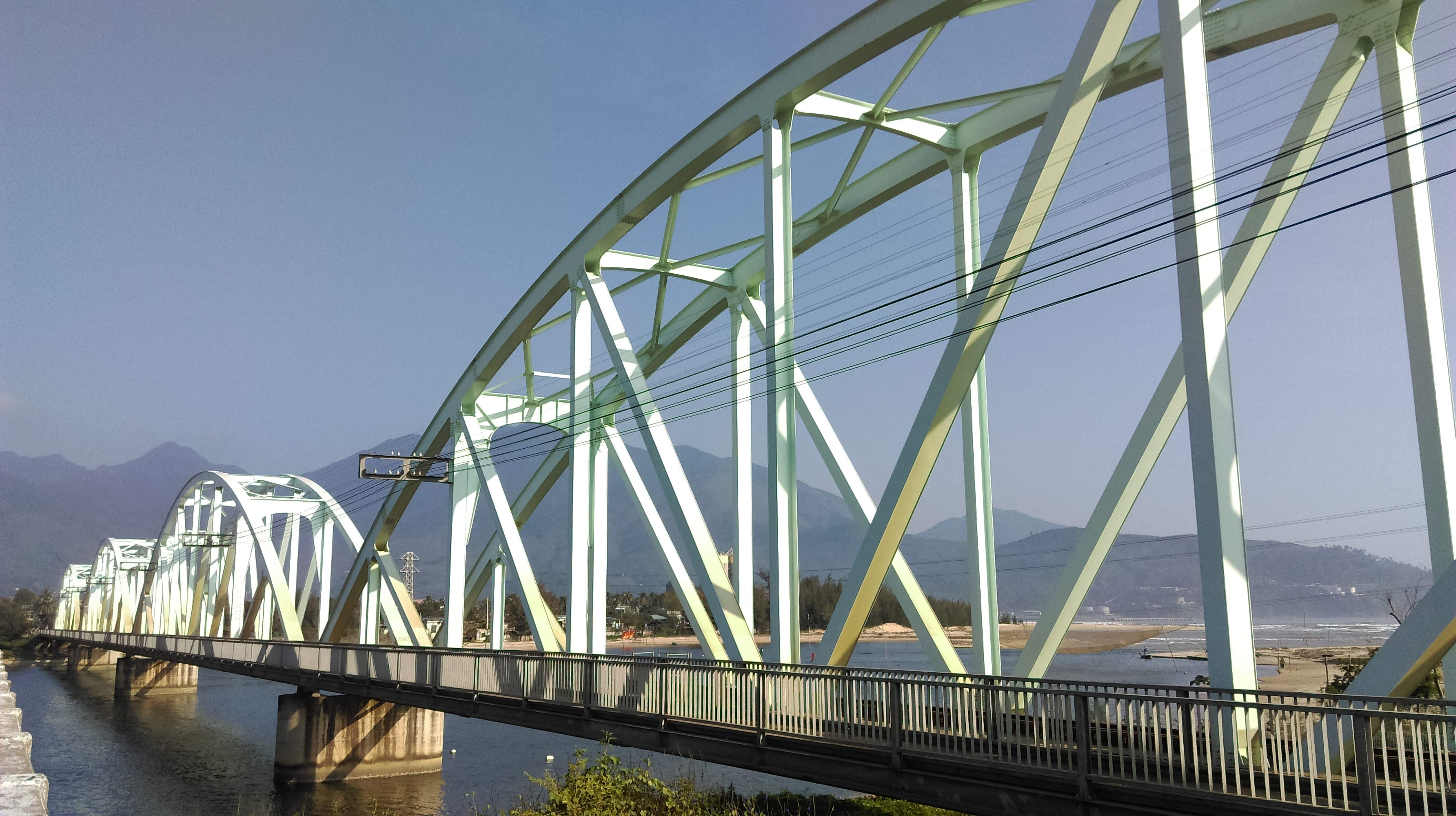
Cầu đường sắt Nam Ô, phía xa bên phải là cửa biển Nam Ô.

Sông có các chi lưu chính là sông Bắc (đến lượt sông này có một chi lưu là sông Cha Nay) và sông Nam bắt nguồn từ dãy núi Trường Sơn. Hai chi lưu chính hợp lưu thành sông Cu Đê tại Cầu Sập thôn Tà Lang xã Hòa Bắc, huyện Hòa Vang. Sông chảy theo hướng Tây-Đông, qua huyện Hòa Vang và quận Liên Chiểu, rồi đổ ra vịnh Đà Nẵng tại cửa biển Nam Ô, phường Hòa Hiệp Bắc, Hòa Hiệp Nam quận Liên Chiểu, cách chân đèo Hải Vân chừng 5 km. Chiều dài tính từ nơi hợp lưu đến cửa biển Nam Ô là 21 km, rộng trung bình từ 20 – 700 m, độ sâu trung bình từ 0,5 - 3,5 m.
Toàn chiều dài của sông tính từ xã Hòa Bắc tới biển là 38 km, trong đó tới hơn 30 km tại địa phận Hòa Vang. Trên địa bàn quận Liên Chiểu, nó còn nhận một số chi lưu nhỏ ở hữu ngạn.